# 卡爾戈波爾
61°30′N 38°56′E / 61.500°N 38.933°E
卡爾戈波爾（羅馬化：Kargopol'）是俄羅斯阿爾漢格爾斯克州西南部的一個城市，位於奧涅加河畔，距州府阿爾漢格爾斯克以南427公里、尼揚多馬西南78公里。2002年人口11,192人。
1146年首見於文獻，1784年建市。